# Hassi Ben Abdellah
Hassi Ben Abdellah là một đô thị thuộc tỉnh Ouargla, Algérie. Dân số thời điểm năm 2002 là 3.693 người.